# Ulf Ekerot
Ulf Erik ”Uffe” Ekerot, född 24 maj 1946 i Södertälje, död 20 maj 2015 i Växjö, var en svensk kulturarbetare.
Ekerot är känd för att ha drivit skivbutiken och konsertlokalen Uffes källare i kvarteret Kristina på Sandsgärdsgatan i Växjö. Ekerot var även en av initiativtagarna till Kulturföreningen Kristina, som bildades 1990 i Växjö och arrangerade den första konserten i Uffes källare år 1990. Uffes källare blev sedermera en viktig musikscen under 1990- och 2000-talet. Ekerots insatser lyftes fram när Sveriges Radio P3 utsåg Växjö till årets popstad 2003.

## Utmärkelser
- 2010 – Årets kulturpris, Växjö kommun[3]